# Naughty Baby
Naughty Baby is een Amerikaanse filmkomedie uit 1928 onder regie van Mervyn LeRoy.

## Verhaal
Rosalind McGill werkt als garderobejuffrouw in een deftig hotel in New York. Ze wordt het hof gemaakt door drie mannen, maar ze heeft zelf haar zinnen gezet op de miljonair Terry Vandeveer. Ze doet zich voor als een rijke vrouw op een feestje om in contact te komen met Terry. Wanneer Rosalind hem later de waarheid vertelt, blijkt dat Terry wilde betalen met een ongedekte cheque. Rosalind blijft toch bij haar geliefde en al vlug blijkt dat het allemaal een misverstand was.

## Rolverdeling
| Acteur           | Personage           |
| ---------------- | ------------------- |
| Alice White      | Rosalind McGill     |
| Jack Mulhall     | Terry Vandeveer     |
| Thelma Todd      | Bonnie Le Vonne     |
| Doris Dawson     | Polly               |
| James Ford       | Vriend van Terry    |
| Natalie Joyce    | Goldie Torres       |
| Frances Hamilton | Vriendin van Bonnie |
| Fred Kelsey      | Dugan               |
| Rose Dione       | Madame Fleurette    |
| Fanny Midgley    | Mary Ellen Toolen   |
| Larry Banthim    | Toolen              |
| George E. Stone  | Tony Caponi         |
| Benny Rubin      | Benny Cohen         |
| Andy Devine      | Joe Cassidy         |